# ديف سيرانو
ديف سيرانو (بالإنجليزية: Dave Serrano)‏ هو لاعب كرة قاعدة أمريكي، ولد في 28 يونيو 1964 في توررانسي في الولايات المتحدة.